# Arbigny
Ne doit pas être confondu avec Arbigny-sous-Varennes.
Cet article possède un paronyme, voir Orbigny.
Arbigny est une commune française située dans le département de l'Ain, en région Auvergne-Rhône-Alpes.

## Géographie

### Localisation
Arbigny fait partie de la Bresse, sur la rive gauche de la Saône.

### Communes limitrophes
| Farges-lès-Mâcon (Saône-et-Loire) | Sermoyer      |                         |
| Uchizy (Saône-et-Loire)           | Arbigny       | Vescours                |
|                                   | Saint-Bénigne | Chavannes-sur-Reyssouze |

### Climat
Pour des articles plus généraux, voir Climat d'Auvergne-Rhône-Alpes et Climat de l'Ain.
En 2010, le climat de la commune est de type climat océanique dégradé des plaines du Centre et du Nord, selon une étude du CNRS s'appuyant sur une série de données couvrant la période 1971-2000. En 2020, Météo-France publie une typologie des climats de la France métropolitaine dans laquelle la commune est exposée à un climat semi-continental et est dans la région climatique Bourgogne, vallée de la Saône, caractérisée par un bon ensoleillement (1 900 h/an), un été chaud (18,5 °C), un air sec au printemps et en été et des vents faibles.
Pour la période 1971-2000, la température annuelle moyenne est de 11,5 °C, avec une amplitude thermique annuelle de 18 °C. Le cumul annuel moyen de précipitations est de 940 mm, avec 11,1 jours de précipitations en janvier et 7,4 jours en juillet. Pour la période 1991-2020, la température moyenne annuelle observée sur la station météorologique de Météo-France la plus proche, sur la commune de Romenay à 8 km à vol d'oiseau, est de 11,8 °C et le cumul annuel moyen de précipitations est de 983,9 mm,. Pour l'avenir, les paramètres climatiques de la commune estimés pour 2050 selon différents scénarios d'émission de gaz à effet de serre sont consultables sur un site dédié publié par Météo-France en novembre 2022.

## Urbanisme

### Typologie
Au 1er janvier 2024, Arbigny est catégorisée commune rurale à habitat dispersé, selon la nouvelle grille communale de densité à 7 niveaux définie par l'Insee en 2022.
Elle est située hors unité urbaine. Par ailleurs la commune fait partie de l'aire d'attraction de Mâcon, dont elle est une commune de la couronne,. Cette aire, qui regroupe 105 communes, est catégorisée dans les aires de 50 000 à moins de 200 000 habitants,.

### Occupation des sols
L'occupation des sols de la commune, telle qu'elle ressort de la base de données européenne d’occupation biophysique des sols Corine Land Cover (CLC), est marquée par l'importance des territoires agricoles (74,5 % en 2018), une proportion identique à celle de 1990 (74,5 %). La répartition détaillée en 2018 est la suivante : 
prairies (55,8 %), forêts (20,7 %), terres arables (18,7 %), zones urbanisées (3 %), eaux continentales (1,9 %).
L'évolution de l’occupation des sols de la commune et de ses infrastructures peut être observée sur les différentes représentations cartographiques du territoire : la carte de Cassini (XVIIIe siècle), la carte d'état-major (1820-1866) et les cartes ou photos aériennes de l'IGN pour la période actuelle (1950 à aujourd'hui).

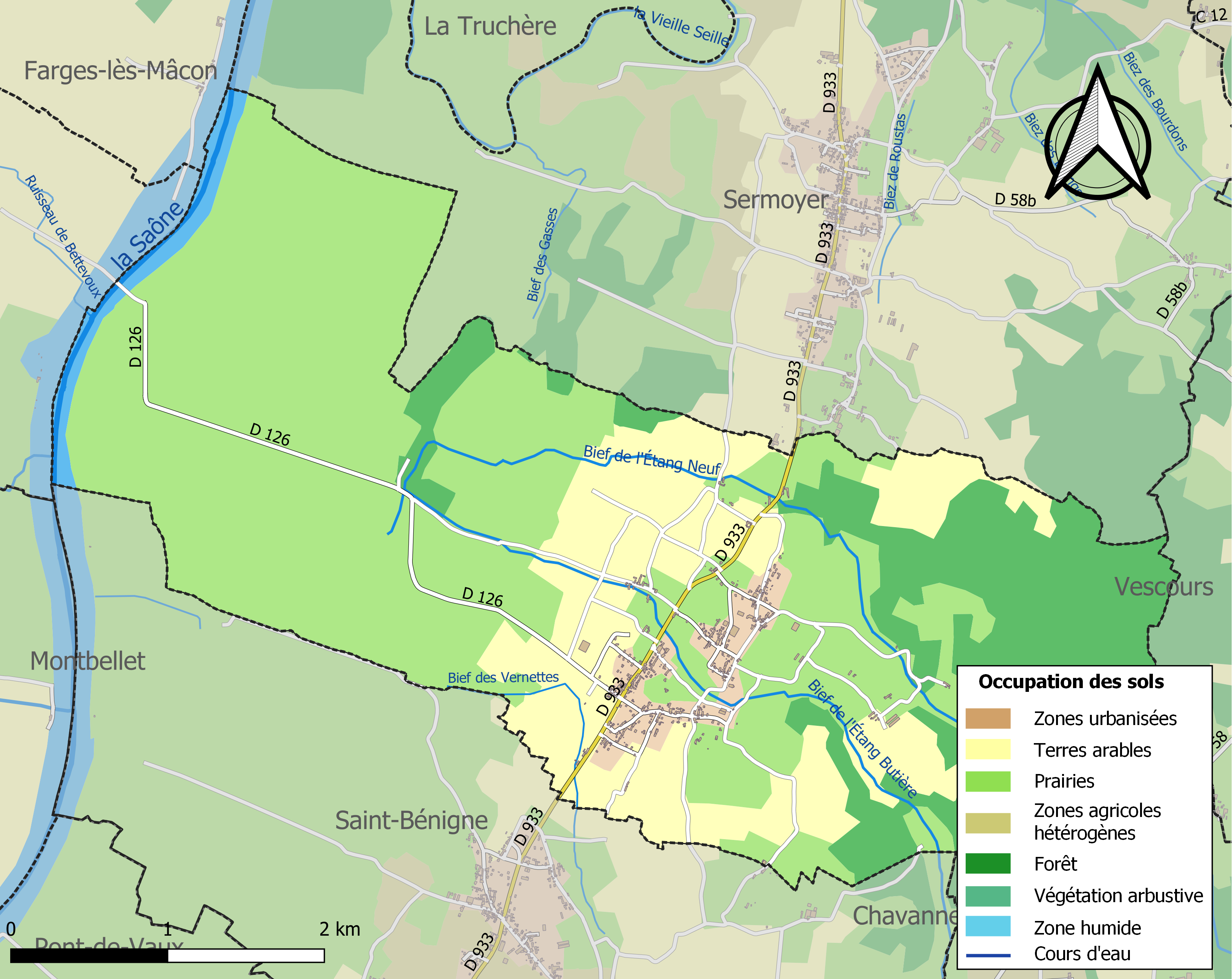
Carte des infrastructures et de l'occupation des sols de la commune en 2018 (CLC).

## Toponymie
Le nom de la localité est attesté sous la forme latine Villa Albignacus en 969, Albignia en 1325.

## Histoire
Le site est occupé dès la préhistoire. Le village est connu au Moyen Âge sous le nom d'Albiniacus.

## Politique et administration

### Découpage territorial
La commune d'Arbigny est membre de la communauté de communes Bresse et Saône, un établissement public de coopération intercommunale (EPCI) à fiscalité propre créé le 1er janvier 2017 dont le siège est à Bâgé-le-Châtel. Ce dernier est par ailleurs membre d'autres groupements intercommunaux.
Sur le plan administratif, elle est rattachée à l'arrondissement de Bourg-en-Bresse, au département de l'Ain et à la région Auvergne-Rhône-Alpes. Sur le plan électoral, elle dépend du  canton de Replonges pour l'élection des conseillers départementaux, depuis le redécoupage cantonal de 2014 entré en vigueur en 2015, et de la première circonscription de l'Ain  pour les élections législatives, depuis le dernier découpage électoral de 2010.

### Administration municipale

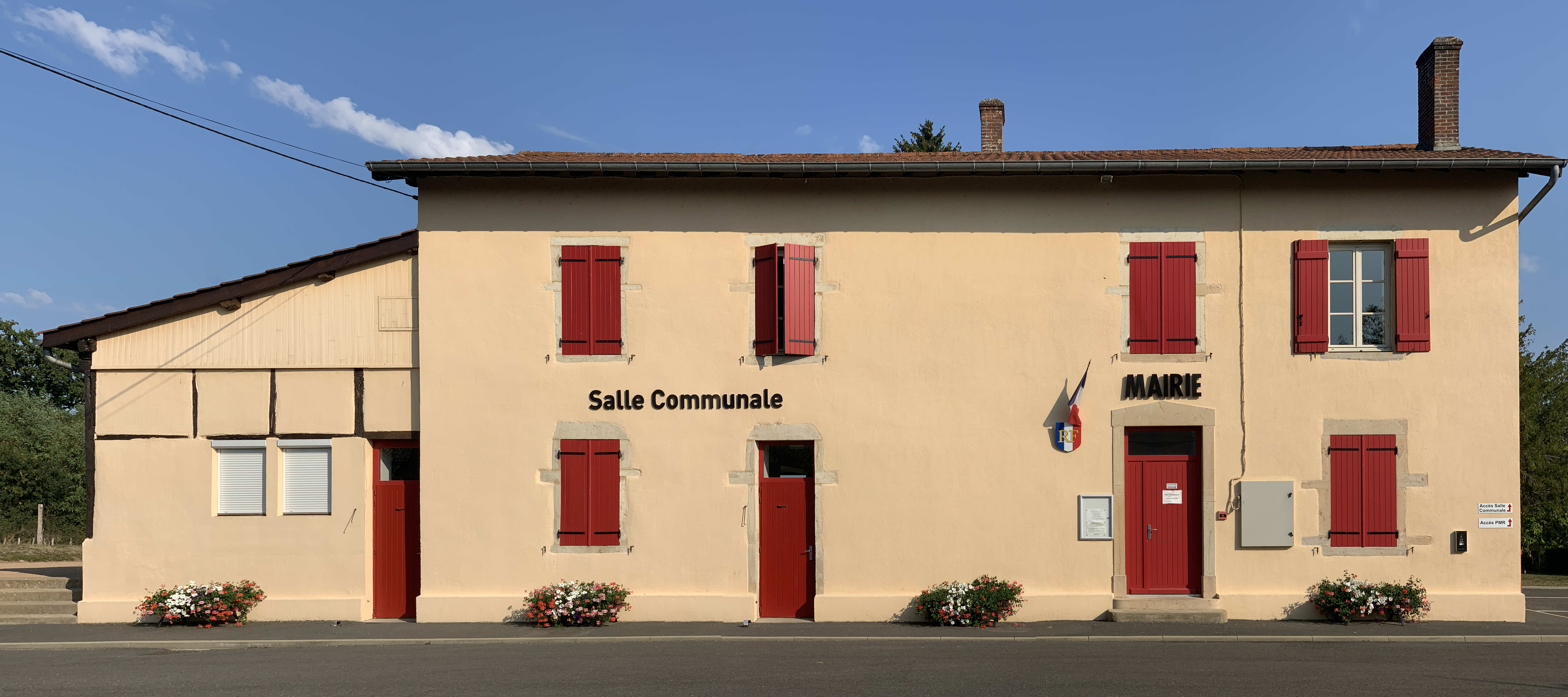
La mairie.

| Période                                  | Période  | Identité           | Étiquette | Qualité                                      |
| ---------------------------------------- | -------- | ------------------ | --------- | -------------------------------------------- |
| Les données manquantes sont à compléter. |          |                    |           |                                              |
| 1959                                     | 1995     | Robert Tricaud     | UDF-CDS   | Conseiller général du canton de Pont-de-Vaux |
| 1995                                     | 2008     | Christian Berardet |           |                                              |
| 2008                                     | 2014     | Michel Vieux       |           |                                              |
| 2014                                     | En cours | Daniel Gras        | SE        | Retraité                                     |

## Population et société

### Démographie
L'évolution du nombre d'habitants est connue à travers les recensements de la population effectués dans la commune depuis 1793. Pour les communes de moins de 10 000 habitants, une enquête de recensement portant sur toute la population est réalisée tous les cinq ans, les populations de référence des années intermédiaires étant quant à elles estimées par interpolation ou extrapolation. Pour la commune, le premier recensement exhaustif entrant dans le cadre du nouveau dispositif a été réalisé en 2005.

En 2022, la commune comptait 459 habitants, en évolution de −0,65 % par rapport à 2016 (Ain : +5,15 %, France hors Mayotte : +2,11 %).
| 1793 | 1800 | 1806  | 1821 | 1831 | 1836 | 1841 | 1846 | 1851 |
| ---- | ---- | ----- | ---- | ---- | ---- | ---- | ---- | ---- |
| 933  | 720  | 1 055 | 866  | 911  | 897  | 890  | 857  | 922  |

| 1856 | 1861 | 1866 | 1872 | 1876 | 1881 | 1886 | 1891 | 1896 |
| ---- | ---- | ---- | ---- | ---- | ---- | ---- | ---- | ---- |
| 886  | 789  | 792  | 762  | 786  | 770  | 742  | 719  | 717  |

| 1901 | 1906 | 1911 | 1921 | 1926 | 1931 | 1936 | 1946 | 1954 |
| ---- | ---- | ---- | ---- | ---- | ---- | ---- | ---- | ---- |
| 725  | 708  | 702  | 572  | 535  | 522  | 513  | 468  | 451  |

| 1962 | 1968 | 1975 | 1982 | 1990 | 1999 | 2005 | 2006 | 2010 |
| ---- | ---- | ---- | ---- | ---- | ---- | ---- | ---- | ---- |
| 407  | 353  | 334  | 311  | 314  | 332  | 349  | 349  | 399  |

| 2015 | 2020 | 2022 | - | - | - | - | - | - |
| ---- | ---- | ---- | - | - | - | - | - | - |
| 453  | 458  | 459  | - | - | - | - | - | - |

## Économie
- Exploitations agricoles.

## Culture locale et patrimoine

### Lieux et monuments

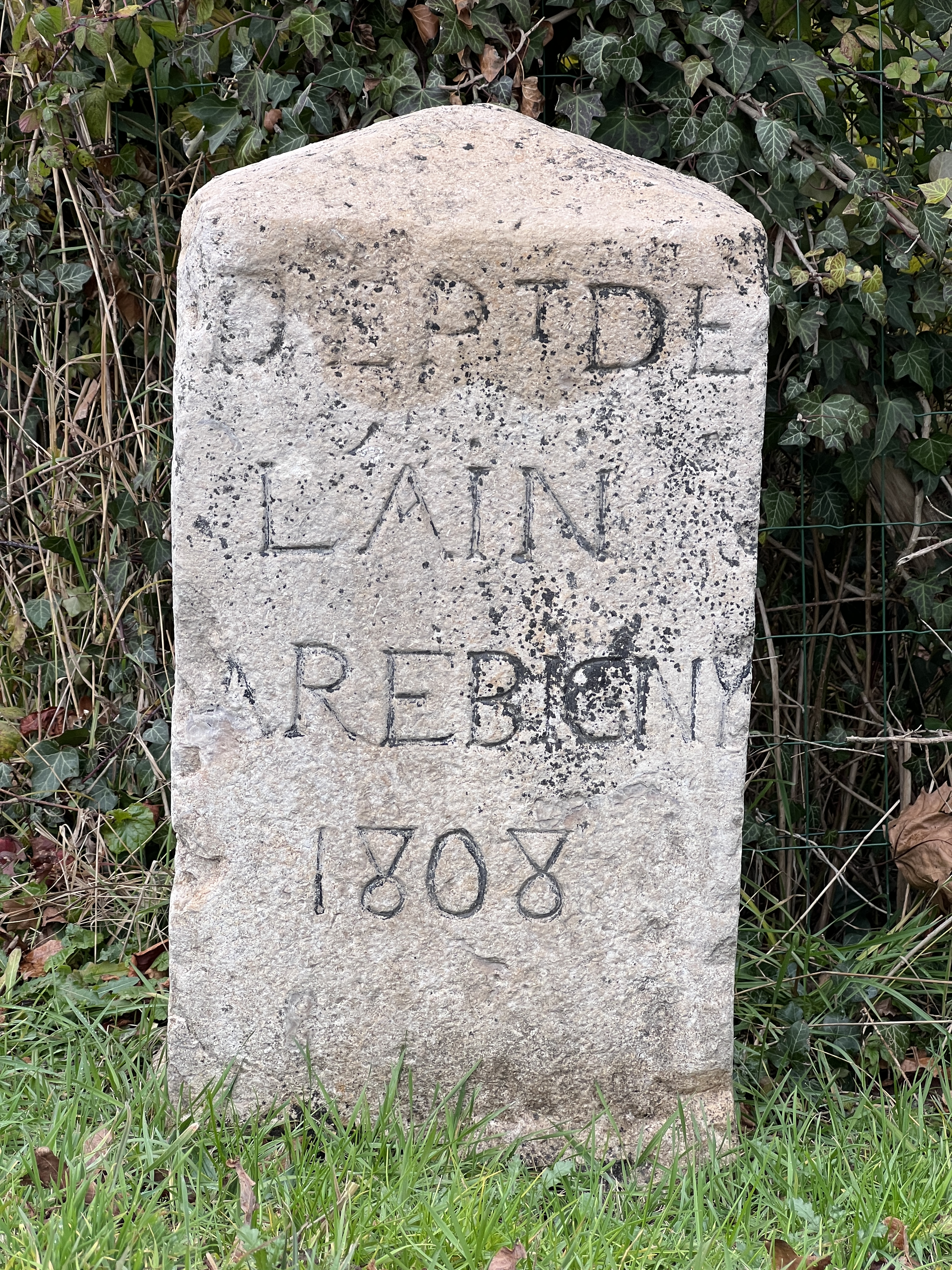
Borne napoléonienne de 1808.

- L'église, placée sous le vocable de saint Pierre[21].
- Les vestiges d'un ancien château fort.
- Une borne napoléonienne datée de 1808.
- La stèle commémorant les atterrissages de la Royal Air Force pendant la Seconde Guerre mondiale (située route d'Uchizy, juste avant le pont qui enjambe la Saône). Le nom de code du terrain était : « Junot ».
- La plaque rendant hommage à deux jeunes résistants (Dupasquier et Clairmidi) assassinés par les nazis en 1944 (lieu-dit la Varenne).
- Le pont enjambant la Saône et reliant Arbigny à Uchizy, construit en 1865 d'après des plans de Bénard, ingénieur des Ponts et Chaussées, détruit par les Allemands en septembre 1944 et remplacé en 1950[22].

### Zones naturelles protégées
Les prairies inondables du val de Saône sont classées zone protégée depuis 1994.